# Giro del Lazio 1940
Il Gran Premio Roma 1940, settima edizione della corsa nota fino all'anno prima come "Giro del Lazio", si svolse il 18 agosto 1940 su un percorso di 252,4 km con partenza e arrivo a Roma. Fu vinto dall'italiano Gino Bartali, che completò il percorso in 7h45'25" precedendo i connazionali Mario Ricci e Fausto Coppi. Conclusero la prova 21 dei 40 ciclisti al via.
Fu valido come sesta delle sette prove del Campionato italiano 1940, vinto aritmeticamente da Bartali proprio con il successo nel Gran Premio Roma.

## Percorso
Partita da Ponte Milvio a Roma, la corsa si avviò in direzione Civitavecchia (km 84) via Bracciano e Tolfa (con relativa salita); a seguire attraversò Monte Romano (km 112), Vetralla (km 128), Viterbo (km 142), Soriano nel Cimino (km 165), superò il Passo del Cimino (km 178) e proseguì via Ronciglione, Sutri, Monterosi (km 200), Campagnano, la Stazione di Magliano Romano e Castelnuovo di Porto per concludersi sul Viale di Tor di Quinto a Roma dopo 252,4 km.

## Ordine d'arrivo (Top 10)
| Pos. | Corridore            | Squadra    | Tempo    |
| ---- | -------------------- | ---------- | -------- |
| 1    | Gino Bartali         | Legnano    | 7h45'25" |
| 2    | Mario Ricci          | Legnano    | s.t.     |
| 3    | Fausto Coppi         | Legnano    | a 4'04"  |
| 4    | Marcello Spadolini   | Dop. MATER | a 7'56"  |
| 5    | Pietro Chiappini     | Lygie      | a 9'07"  |
| 6    | Giovanni De Stefanis | Gerbi      | s.t.     |
| 7    | Mario Vicini         | Bianchi    | a 12'36" |
| 8    | Mario De Benedetti   | Legnano    | a 14'21" |
| 9    | Primo Volpi          | Legnano    | s.t.     |
| 10   | Francesco Patti      | -          | s.t.     |